# Coca-Cola Arena
Coca-Cola Arena — стадион в городской зоне Дубая, на улице City Walk. Первая и самая большая полностью кондиционируемая, многоцелевая крытая арена на Ближнем Востоке и единственная в регионе работающая круглогодично.
Вместимостью 17 000 человек она может принимать крупные концертные выступления, полный спектр спортивных мероприятий, выставок и гала-ужинов благодаря своему легко адаптируемому дизайну, который включает в себя подвижную модульную сцену, автоматические шторы и выдвижную систему сидений.
Арена оснащена современной звуковой системой и почти 400 квадратных метров модульных и ленточных светодиодных экранов. Конструкция крыши может выдержать 190 тонн производственного оборудования.
Весь фасад оснащен светодиодной системой освещения, которая освещает окрестности City Walk в ночное время и меняет цвет в зависимости от происходящего внутри.

## Спортивные события
3 декабря 2021 прошёл матч регулярного чемпионата КХЛ между действующим обладателем Кубка Гагарина «Авангардом» и трехкратным победителем Лиги «Ак Барсом».
С 19 по 24 декабря 2022 года проводились Мировая теннисная лига.